# 이강호 (사회 운동가)
이강호는 대한민국의 보수주의 인사이다. 저서로 <박정희가 옳았다> (기파랑)가 있다. 한국국가전략포럼 연구위원으로 알려져 있다. 

## 학력
- 서울대학교 사회학과

## 이력
- 미래한국 편집위원
- 한국국가전략포럼 연구위원

## 저서
- <박정희가 옳았다> - 2019년 7월 19일 기파랑 출간
- 한때 사회주의 혁명을 꿈꿨던 이강호의 신간 '박정희가 옳았다' 출간 - 펜앤드마이크

## 활동
- 공개 활동은 거의 없이 주로 집필과 교육에만 종사해온 것으로 알려져 있다.